# Yaw Antwi
Yaw Antwi (ur. 15 czerwca 1985 w Sunyani) – ghański piłkarz grający na pozycji napastnika.

## Kariera
W latach 2005–2007 zawodnik klubu ze swojego rodzinnego miasta, Bofoakwa Tano Sunyani. Następnie przez dwa sezony występował w Liberty Professionals FC. W lipcu 2009 roku został piłkarzem serbskiego Napredaka Kruševac. W Super liga Srbije zadebiutował 15 sierpnia 2009 w meczu z FK Metalac Gornji Milanovac (2:0). Pierwszego gola w lidze zdobył 12 września 2009 w meczu z OFK Beograd (1:1). Po sezonie 2009/2010 odszedł do Vojvodiny Nowy Sad. Grał też w Metalac Gornji Milanovac, FK Bežanija, FK Timok i FK Inđija.
W 2008 roku zadebiutował w reprezentacji Ghany.